# Čibukovac
Čibukovac (cyr. Чибуковац) – wieś w Serbii, w okręgu raskim, w mieście Kraljevo. W 2011 roku liczyła 1330 mieszkańców.